# Agriophyllum minus
Agriophyllum minus Fisch. & C.A.Mey. – gatunek rośliny z rodziny szarłatowatych (Amaranthaceae Juss.). Występuje naturalnie w Afganistanie, Kazachstanie, Azji Środkowej oraz Chinach (w północnej części regionu autonomicznego Sinciang). 

## Morfologia
PokrójRoślina jednoroczna dorastająca do 5–40 cm wysokości.
LiścieSą siedzące. Mają kształt od równowąskiego do szydłowatego. Mierzą 6–33 mm długości i 1–3 mm szerokości. Nasada blaszki liściowej łagodnie się zwęża.
KwiatyZebrane są w kłosy, rozwijają się w kątach pędów. Pręcików jest 5, są wystające.
OwoceNiełupki przybierające kształt pęcherzy, przez co sprawiają wrażenie jakby były napompowane. Mają jajowaty kształt i przy wierzchołku są wyposażone w skrzydełko.

## Biologia i ekologia
Rośnie na pustyniach. Kwitnie od maja do września.